# Plataformas de experiencia de aprendizaje
Las plataformas de experiencia de aprendizaje (en inglés, Learning Experience Platform (LXP)) son sistemas basados en la nube que utilizan la experiencia API, inteligencia artificial y el aprendizaje automático para ofrecer una experiencia personalizada de aprendizaje al alumno.

## Uso
Las LXP actualmente se utilizan principalmente para el desarrollo y aprendizaje de los empleados a nivel corporativo empresarial. Se consideran un paso más avanzado que los sistemas de gestión del aprendizaje (LMS), y tienen un sistema de contenidos similar a Netflix y Youtube.

## Características
Las principales características que diferencian los LXP de los sistemas de gestión del aprendizaje son el foco en el usuario y en sus intereses, la posibilidad de contribuir a la construcción de contenidos y de acceder a relaciones sociales de manera transversal en todo el sistema, la inclusión de recursos educativos de todo tipo (cursos, podcasts, videos, posts, blogs, etc.), la certificación basada en un sistema de puntos y estrechamente ligada a la  y la generación de informes analíticos basados en inteligencia artificial en forma de dashboards interactivos.